# Петропавловская церковь (Вырица)
Це́рковь Святых Первоверхо́вных Апо́столов Петра́ и Па́вла — приходской храм Гатчинского районного благочиннического округа Гатчинской епархии Русской православной церкви в посёлке Вырица Ленинградской области.
Настоятель — протоиерей Владимир Вафин.

## История
После строительства линии Царское Село — Дно Московско-Виндаво-Рыбинской железной дороги Вырица стала активно развиваться. С увеличением количества населения было решено построить христианский храм. Коренное население просило возвести лютеранскую кирху, но на собрание владельцев земельных участков большинством голосов постановило, что церковь должна быть православной. Земля была безвозмездно выделена Корниловым, который пожертвовал земельный участок для устройства церковного кладбища. Сооружение храма было приурочено памяти спасения царской семьи во время крушения поезда в Борках. Закладка церкви состоялась 10 (10) сентября 1906 года. Строительство велось на пожертвования местного населения по проекту архитектора Н. И. Котовича. Среди жертвователей был основатель местного общества трезвости И. А. Чуриков, пожертвовавший 100 серебряных рублей. Общая стоимость строительства составила около 12000 рублей. Освящение храма в честь святых первоверховных апостолов Петра и Павла 22 июня (5 июля) 1908 года совершил настоятель Петропавловского собора протоиерей Александр Дернов в сослужении благочинного протоиерея Афанасия Беляева. Из-за наплыва в этот день богомольцев администрация железной дороги выделила дополнительную пару поездов.
В 1928—1930 годах причт и община храма примыкали к иосифлянскому движению. В ходе Большого террора, 27 февраля 1938 года, был арестован и 12 марта расстрелян настоятель храма о. А. К. Корнилов. Службы прекратились, а в 1939 году церковь официально закрыли. В здании храма был устроен клуб. Однако по причине малой посещаемости он был закрыт и переоборудован под военкомат. В период боёв за Вырицу в 1941 году на территорию храма попало несколько авиационных бомб. Были уничтожены световой купол и звонница, обвалилась стена алтарной части. Немецкие войска устроили в здании конюшню, которую обслуживали пленные русские солдаты, проживавшие в алтарной части.
В декабре 1941 года в ответ на просьбу бывших прихожан во главе с архимандритом Серафимом (Проценко) вернуть храм верующим немецкая комендатура дала своё согласие. За несколько дней были поставлены иконостас, фанерный престол, восстановлена кровля. 19 декабря храм был освящён малым чином. После освобождения Вырицы советскими войсками в январе 1944 года церковь закрыли, но в том же году было разрешено его открыть снова. Фактически храм был поднят из руин. Звонница и алтарная стена были восстановлены руками настоятеля, который делал гвозди из оставшейся после войны колючей проводки. Приходской совет сумел покрыть долги прихода, приобрёл новые колокола, произвёл покраску храма. Были приобретены новые иконы, дарохранительница, напрестольное Евангелие с серебряным чеканным окладом и серебряный Потир.
Освящение обновлённого храма епископом Таллинским и Эстонским Романом состоялось 23 ноября 1952 года. Существенная часть убранства была перенесена из двух закрытых храмов — преподобного Сергия Радонежского села Большая Ящера и Введения во Храм Пресвятой Богородицы деревни Усть-Введенское. Впоследствии была отремонтирована кровля и осуществлена покраска. Капитальный ремонт, с воссозданием светового купола и завершения колокольни, был сделан только в 2005—2007 годах к 100-летию храма при активном участии ктитора Спасо-Преображенского собора протоиерея Бориса Глебова. Была осуществлена полная переборка исторического сруба. Каменный фундамент не разбирали.

## Архитектура, убранство

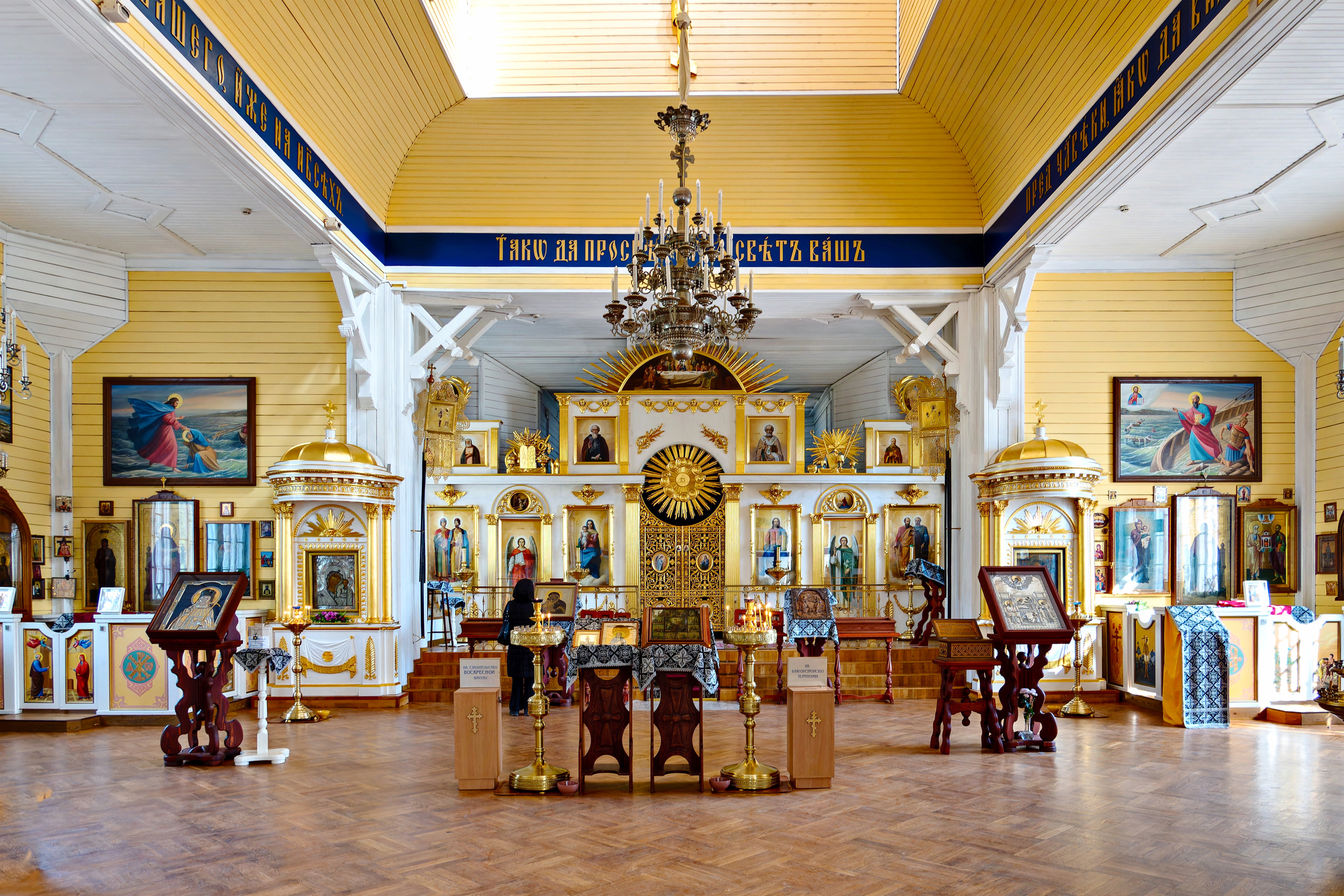

Деревянный, крестообразный в плане храм выстроен в «старомосковском стиле». Здание устроено на высоком фундаменте из валунов. Над притвором устроена колокольня. Неф двухсветный. Храм может вмещать до 1500 человек. На стене устроена мраморная доска с текстом в память освящения храма в 1908 году.
Иконостас храма, хоругви, паникадило и семисвечник из Сергиевской церкви села Большие Ящеры, а Царские врата переданы из храма села Усть-Введенское. Престо установлен в 1952 году. Он облицован мраморными плитами; на лицевой стороне прикреплена металлическая чеканная доска с изображением Воздвижения Креста Господня.
Особо почитаемыми святынями храма являются:
- список Казанской иконы Божией Матери;
- Ковчежец с мощами святых установленный 5 июня 1952 года по благословению митрополита Ленинградского и Новгородского Григория (Чукова). Согласно сопровождаемой грамоте известно, что он был устроен и запечатан 24 ноября 1876 года кардиналом-епископом Остии Константин. В ковчежце хранятся частицы мощей святых: апостолов Петра и Павла; священномученика Климента, папы Римского; святителя Григория Двоеслова, папы Римского; святителя Льва, папы Римского; священномученика Игнатия Богоносца; святителя Николая, архиепископа Мир Ликийских, чудотворца; первомученика архидиакона Стефана; мученика архидиакона Лаврентия; великомученика Георгия Победоносца; мученика Севастиана; святителя Иоанна Златоустого, архиепископа Константинопольского; преподобного Алексия, человека Божия; великомученицы Анастасии Узорешительницы.

## Территория храма
На территории храма располагаются: Иоанновский храм, поминальный поклонный крест, часовня, родник, трапезная, церковные лавки и небольшое кладбище.

### Церковь святого праведного Иоанна Кронштадтского

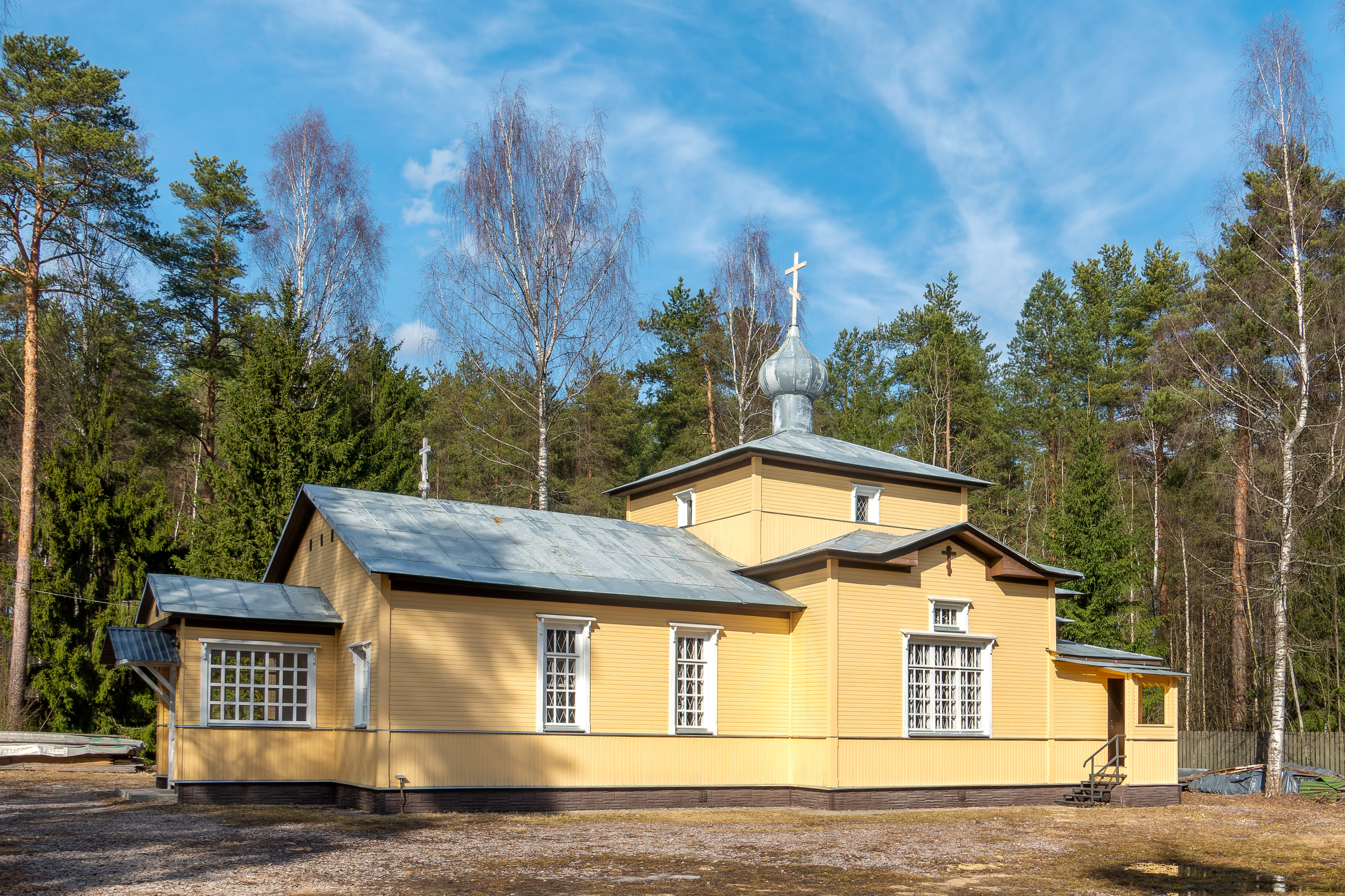

В 2005 году к северу от храма по проекту архитектора Олега Александровича Солунина была выстроена деревянная церковь святого праведного Иоанна Кронштадтского. Его освящение состоялось 29 декабря 2005 года. Строительство храма было обусловлено необходимостью совершения богослужений на время ремонта Петропавловской церкви. По окончании ремонта храм стал использоваться для совершения крещений.

## Приход
С момента освящения храм относился к приходу Введенской церкви в Усть-Введенском. Самостоятельный приход был открыт 30 марта (12 апреля) 1911 года. В его состав входили: посёлок Вырица, деревни Красницы и Петровка.
К приходу Петропавловской церкви, кроме храма святого праведного Иоанна Кронштадтского, приписана часовня в деревне Введенское.

### Духовенство
| Настоятели церкви                               | Настоятели церкви                                                                 |
| Даты                                            | Настоятель                                                                        |
| ----------------------------------------------- | --------------------------------------------------------------------------------- |
| 22 июня (5 июля) 1908—30 марта (12 апреля) 1911 | приписан к Усть-Введенской церкви (священник Севастиан Воскресенский (1874—1938)) |
| 30 марта (12 апреля) 1911—1926                  | священник Георгий Преображенский (1879—1933)                                      |
| 1926 (?) — 21 апреля 1931                       | протоиерей Симеон Бирюкович (1875—1932)                                           |
| 1931 — 25 февраля 1938                          | протоиерей Андрей Корнилов (1886—1938)                                            |
| 25 февраля 1938—1939                            | службы не совершались                                                             |
| 1939 — 19 декабря 1941                          | период закрытия храма                                                             |
| 19 декабря 1941—1943                            | архимандрит Серафим (Проценко) (1874—1960)                                        |
| 1943 — январь 1944                              | священник Николай Багрянский (1895 — после 1947)                                  |
| январь 1944 — 11 июня 1944]                     | период закрытия храма                                                             |
| 11 июня 1944 — 20 октября 1961                  | протоиерей Борис Заклинский (1881—1967)                                           |
| 9 ноября 1961 — 1 января 1963                   | священник Александр Тимофеев                                                      |
| 1 января 1963—1997                              | протоиерей Владимир Сидоров (… —1997)                                             |
| 1997—2003                                       | священник Иоанн Пашкевич (род. 1963)                                              |
| 2003 — настоящее время                          | протоиерей Владимир Вафин (род. 1975)                                             |